# 貴誠
貴誠（1864年—？），字俟和，号莳之，苏完富察氏，內務府正白旗滿洲人，清朝政治人物、進士出身。
光緒十一年（1875年）年乙酉科，顺天乡试中举，十八年（1892年），参加光緒壬辰科殿試，登進士二甲108名。同年五月，以主事分部学习。